# Ząbki (gmina)
Ząbki – dawna gmina wiejska istniejąca w latach 1952–1954 w woj. warszawskim (dzisiejsze woj. mazowieckie). Siedzibą gminy były Ząbki.
Gmina została utworzona w dniu 1 lipca 1952 w woj. warszawskim, w nowo przemianowanym powiecie wołomińskim, z części gminy Marki. W dniu powołania gmina składała się z 2 gromad: Drewnica i Ząbki.
Gmina została zniesiona 29 września 1954 wraz z reformą wprowadzającą gromady w miejsce gmin i przekształcona w gromadę Ząbki.
1 stycznia 1956 roku gromada Ząbki otrzymała prawa osiedla a 1 stycznia 1967 roku prawa miejskie.